# Kiyoshikōjin Seichō-ji

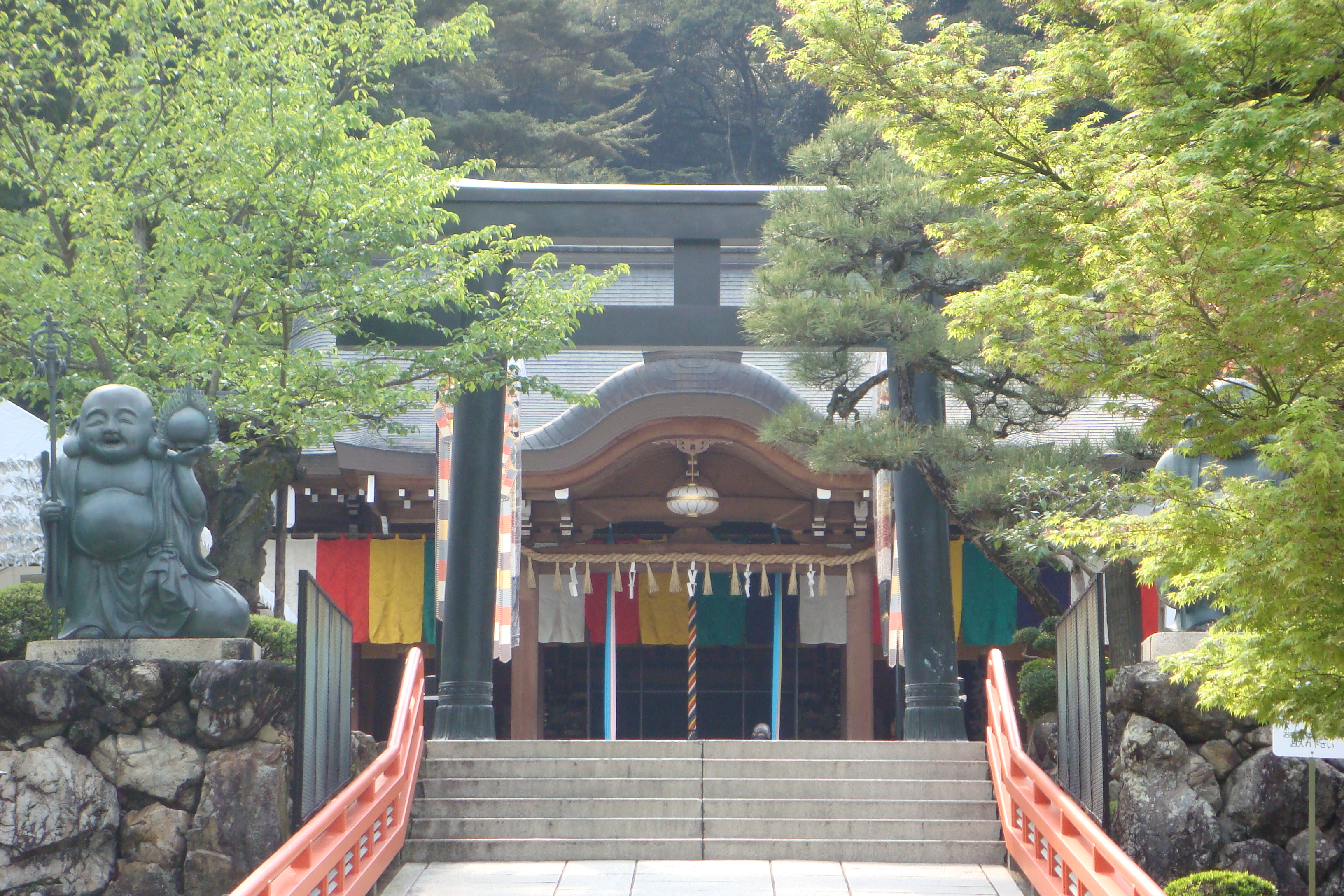
Kiyoshikōjin Seichō-ji.

Le Kiyoshikōjin Seichō-ji (清荒神清澄寺) est un temple bouddhiste Shingon situé à Takarazuka, préfecture de Hyōgo au Japon.
Il s'agit d'un exemple typique de mélange de temples shintoïste et bouddhiste au Japon, et le nom de temple contient deux lettres chinoises des deux religions au Japon, « jin » (神) du shintoïsme et « ji » (寺) du bouddhisme. Ce type de mélange des deux religions, appelé shinbutsu shūgō (神仏習合) est très courant parmi les temples ou les sanctuaires japonais jusqu'à la fin de l'époque d'Edo, mais les deux religions sont formellement et de façon forcée séparées par le gouvernement Meiji durant la seconde partie du XIXe siècle (voir shinbutsu bunri). De ce point de vue, ce temple est un bon exemple qui conserve encore les traditions religieuses japonaises d'avant la modernisation.

## Histoire
Le Kiyoshikōjin Seichō-ji est établi en 896 par le moine Seikan (静観僧正, Seikan Sōjō) suivant l'ordre de l'empereur Uda. Le temple subit deux incendies dans son histoire. Au XIIe siècle, il est ravagé par le feu durant la guerre entre les clans Genji (源氏) et Heike (平家) et est reconstruit par le général Yoritomo Minamoto en 1193. Au XVIe siècle, le temple est de nouveau incendié  lors de la guerre entre un daimyo, Araki Murashige du château d'Itami, et le célèbre Nobunaga Oda, dans le processus de réunification du Japon par Nobunaga.

## Galerie d'images

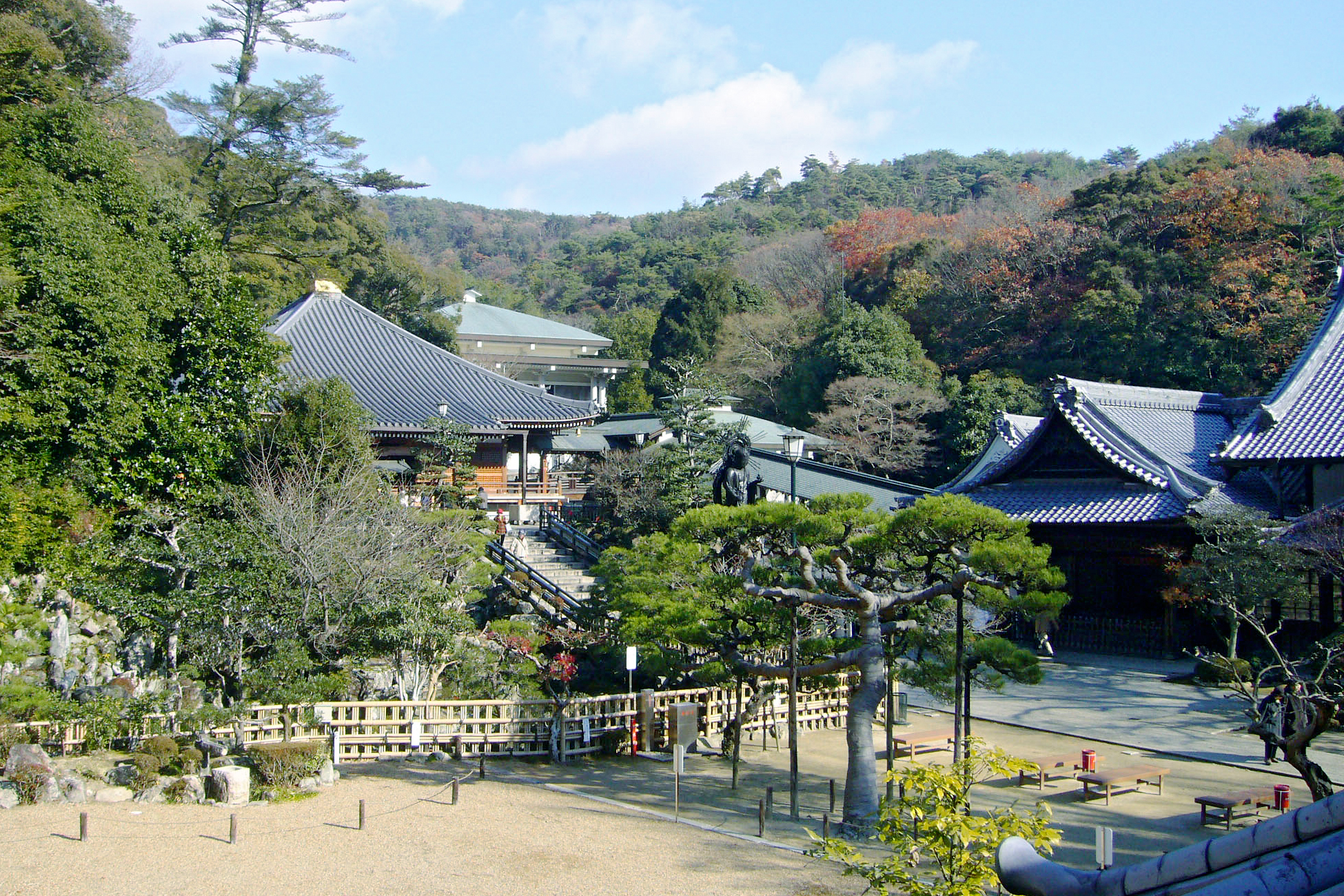
Vue d'ensemble du complexe.
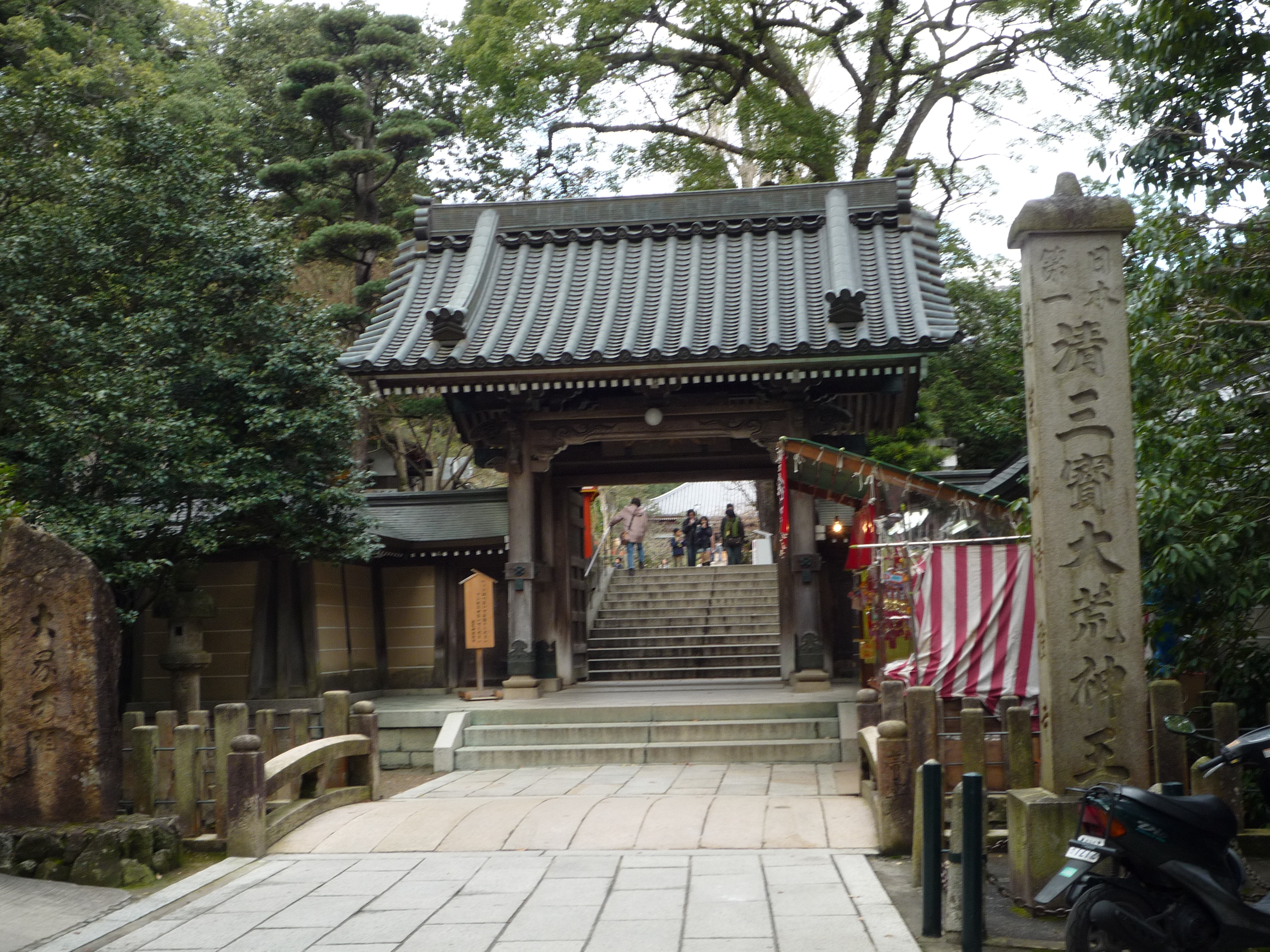
La porte de temple.
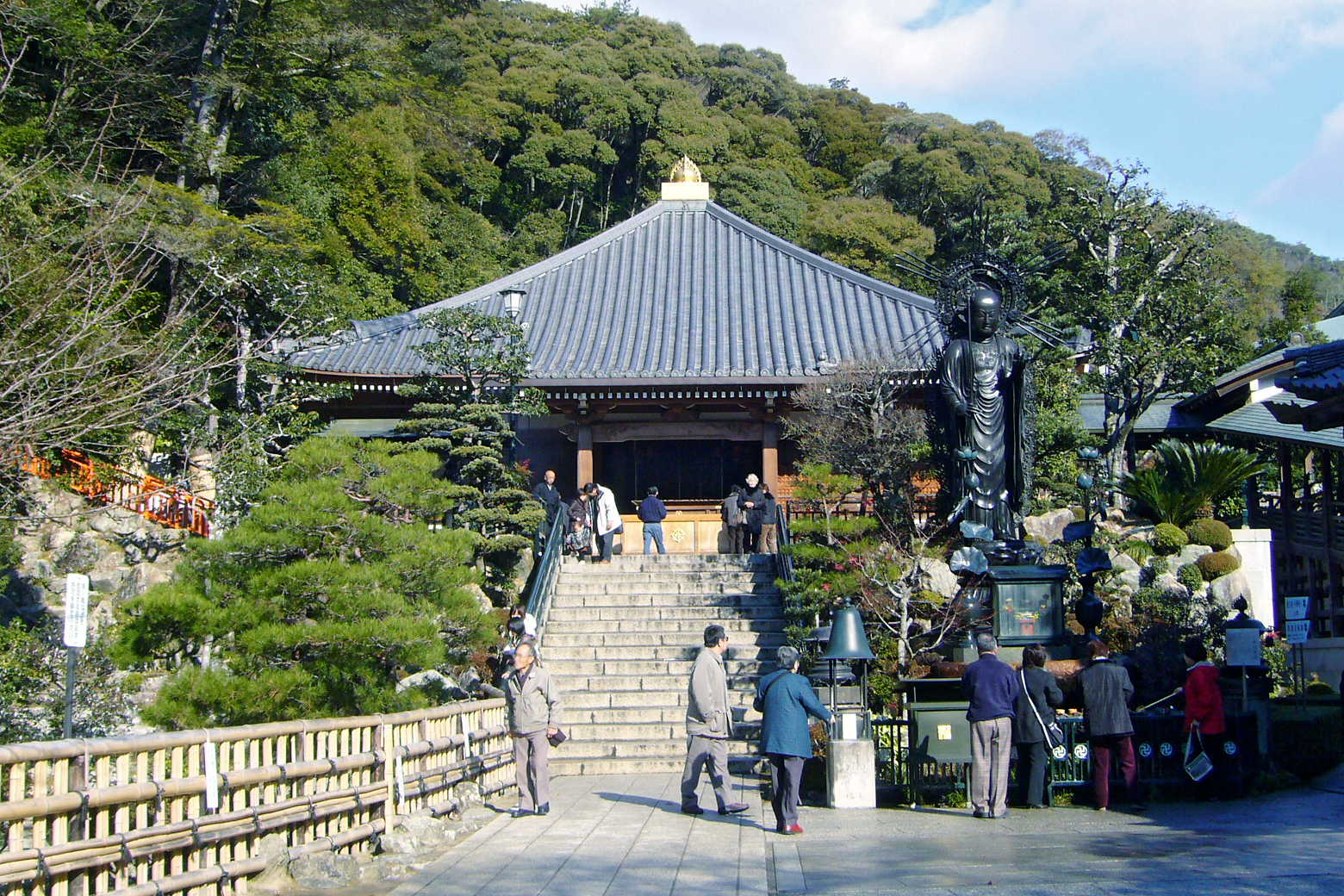
Le bâtiment principal.
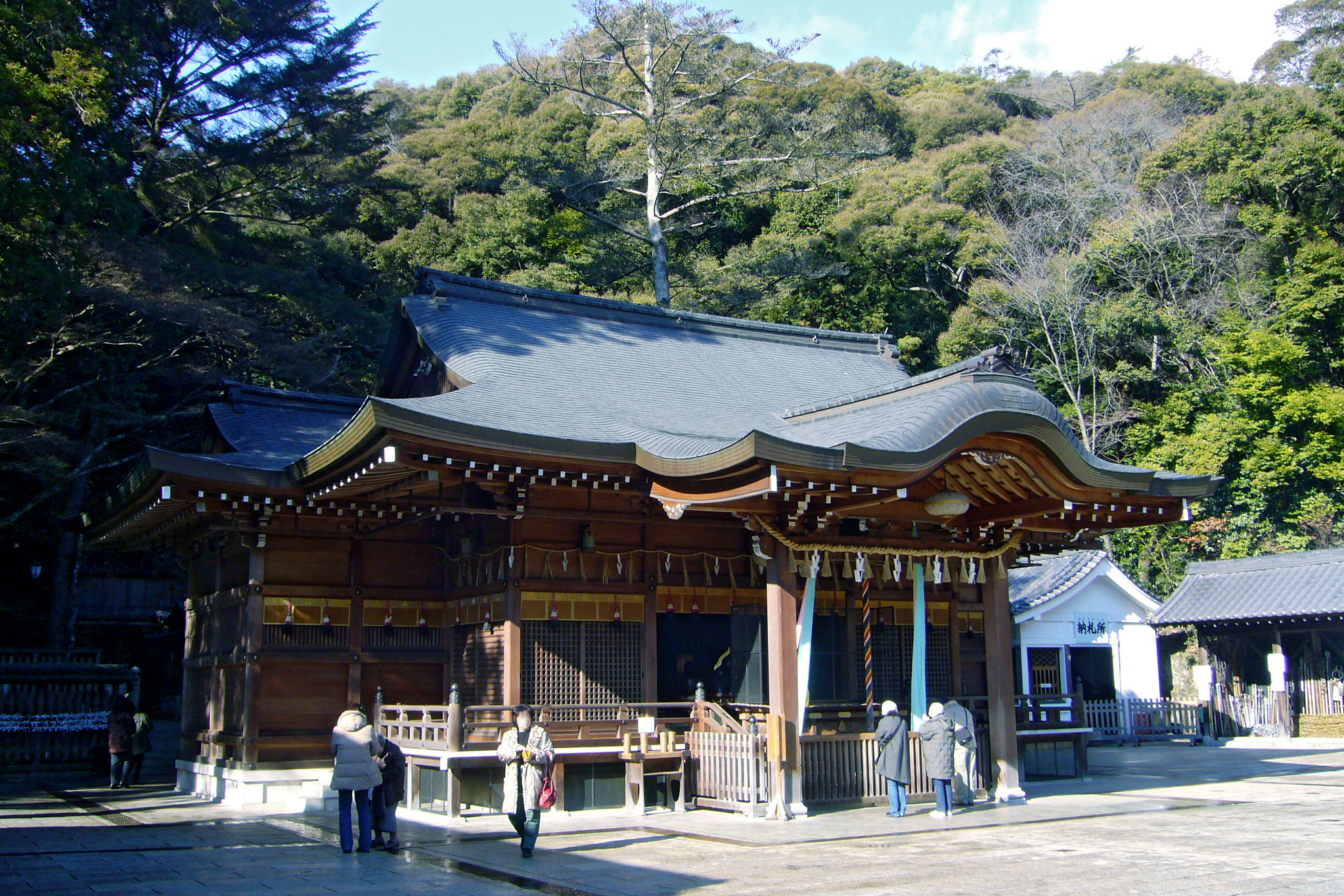
Le bâtiment du culte.
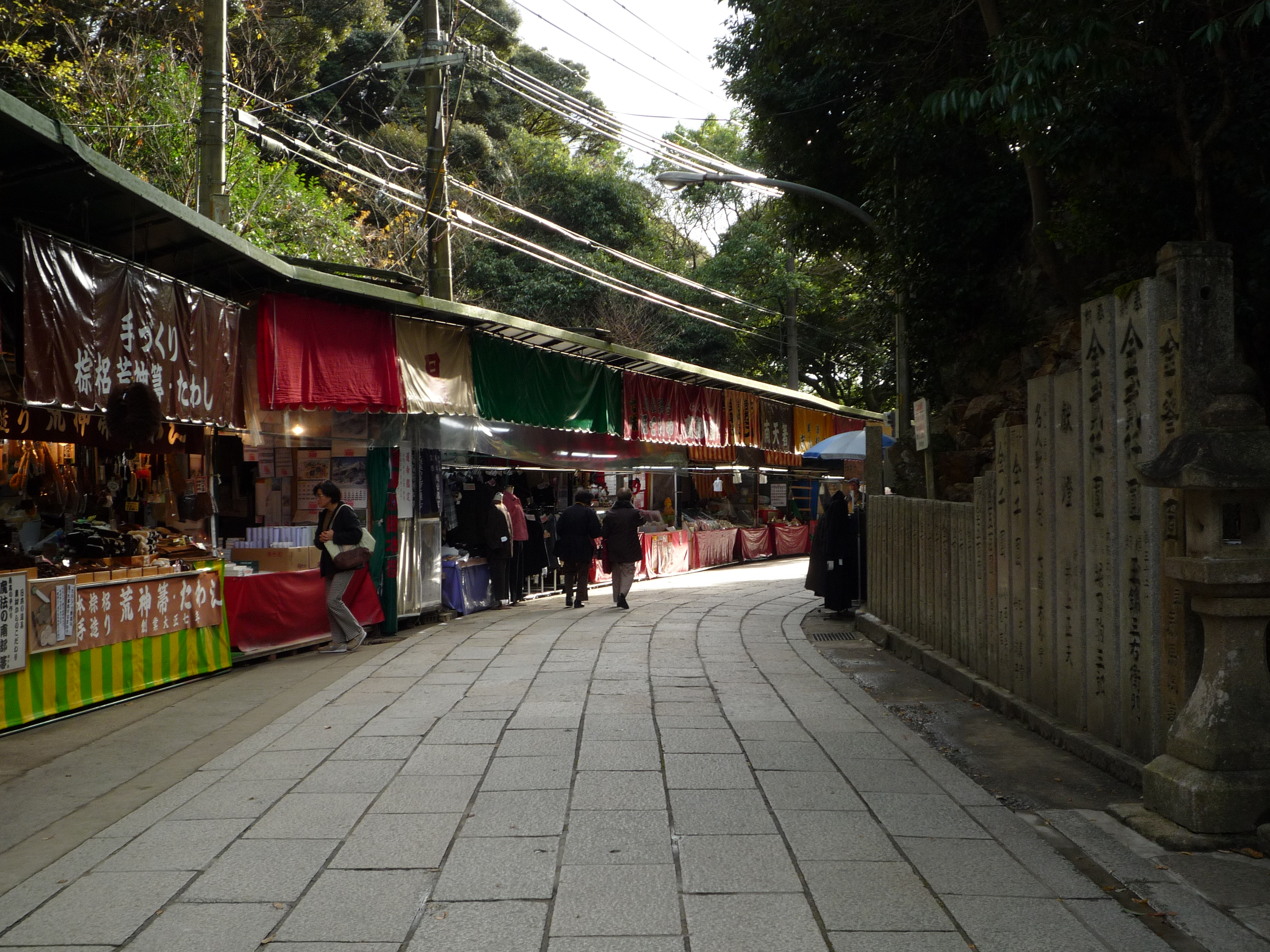
La ville-temple.

## Objet du culte
Dainichi-Nyorai (Mahāvairocana, 大日如来)

## Bien culturel
Le Dainichi-Nyorai (Mahāvairocana, 大日如来), que possède le temple est désigné bien culturel important.